# Krusboda

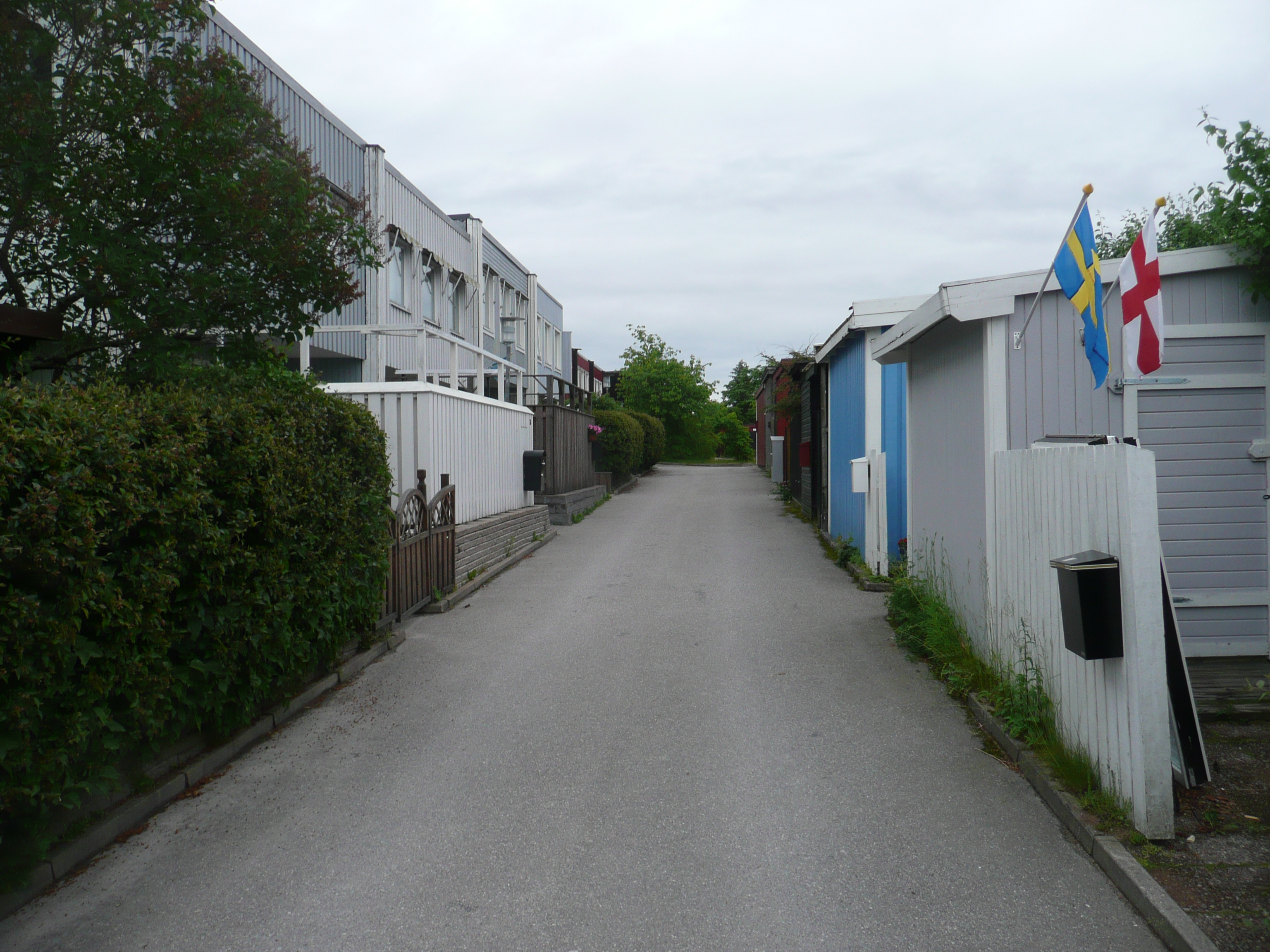
Radhuslänga på Musserongången i Krusboda.

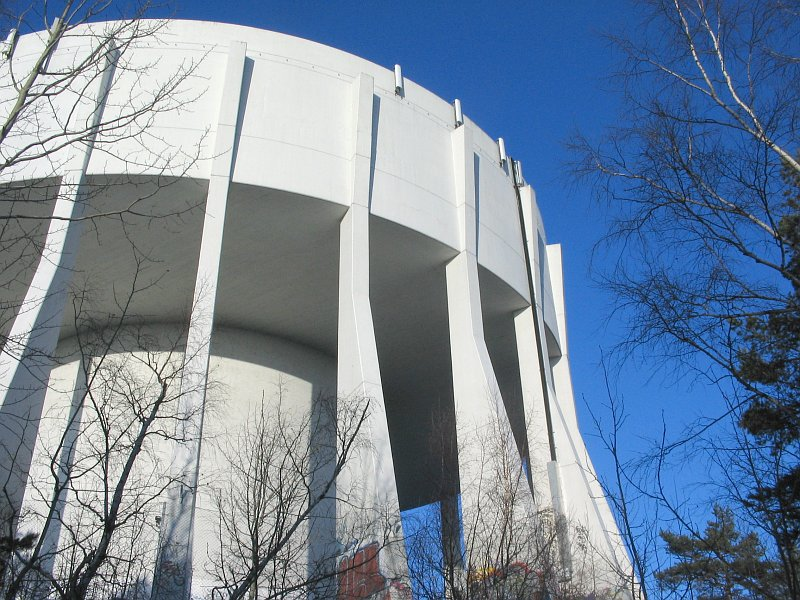
Vattentornet i Krusboda.

Krusboda är ett bostadsområde i Tyresö kommun i Stockholms län. Bostadsområdet byggdes under åren 1970-1975.
I området finns även Krusboda skola.

## Radhus och villor
Krusboda har totalt 1 386 fastigheter, lägenheter inräknade. Bebyggelsen utgörs av 798 radhus, 328 atriumhus, 57 friliggande villor. I Krusboda finns också 203 hyreslägenheter vilka ägs av Tyresö Bostäder AB, Krusboda skola och tre daghem samt en centrumfastighet. Området har dessutom en gemensam poolanläggning med tillhörande bastu, Krusbodabadet. 

## Storlek
Ytan är cirka 840 000 m², varav cirka 400 000 m² är samfälld mark, och Krusboda är en av Sveriges största samfälligheter.

## Krusbodas indelning
Krusboda är indelat i olika delområden där de flesta kallas ”gångar” och som också utgör adresser. Dessa är:
- Björktickegången
- Björnmossegången
- Flåhackebacken
- Fårtickegången
- Krusboda Torg
- Lummergången
- Musserongången
- Pärlröksgången
- Renlavsgången
- Stensötegången.

## Service
- Mataffär - Hemköp Tyresö Krusboda
- Pizzeria Krusboda
- Anläggningssamfälligheten Krusboda